# Sagua la Grande
Sagua la Grande – miasto na Kubie, w prowincji Villa Clara. W 2004 r. miasto to zamieszkiwało 56 097 osób.